# مارمولک خانگی

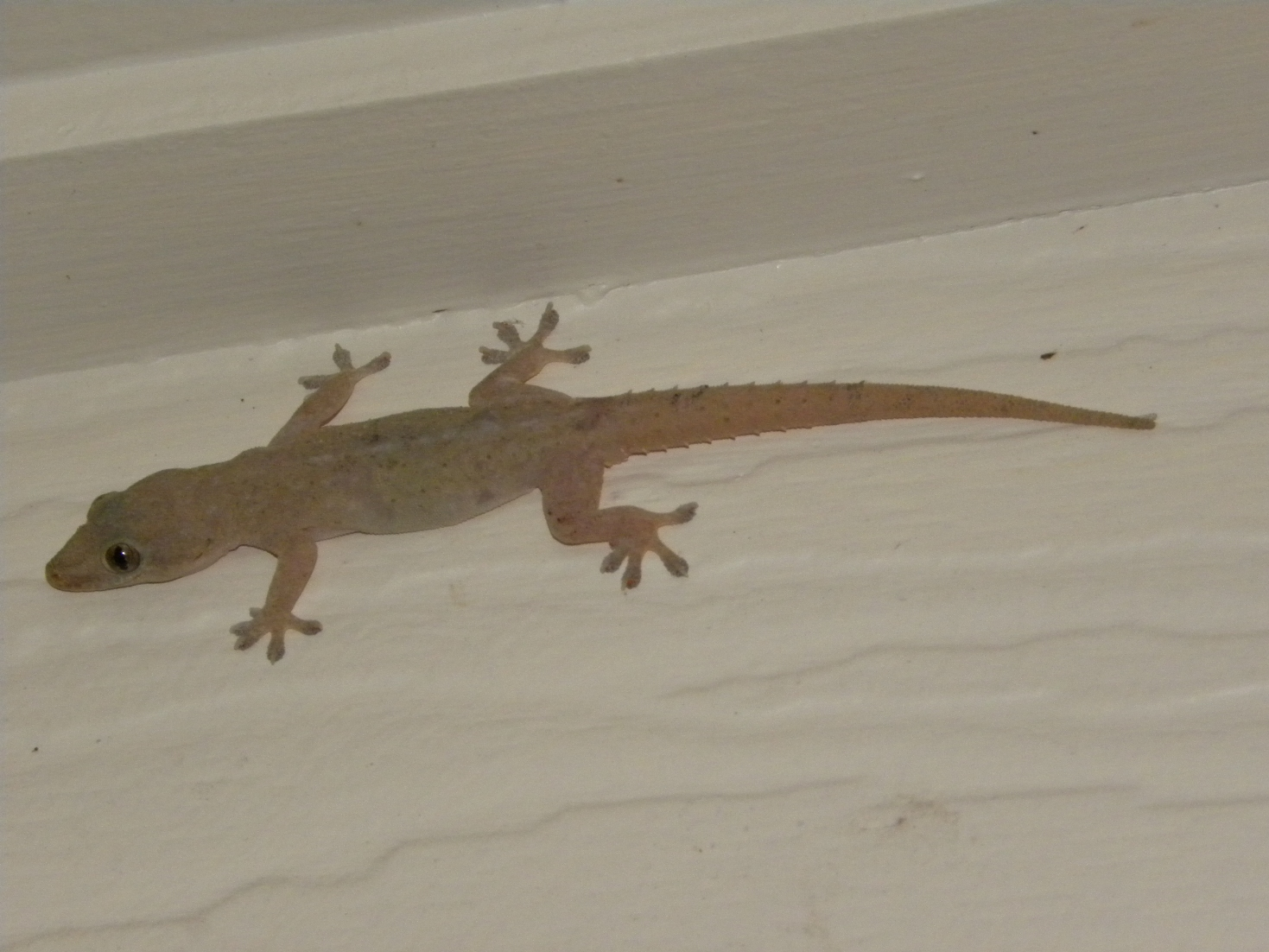
مارمولک آسیایی در استرالیا

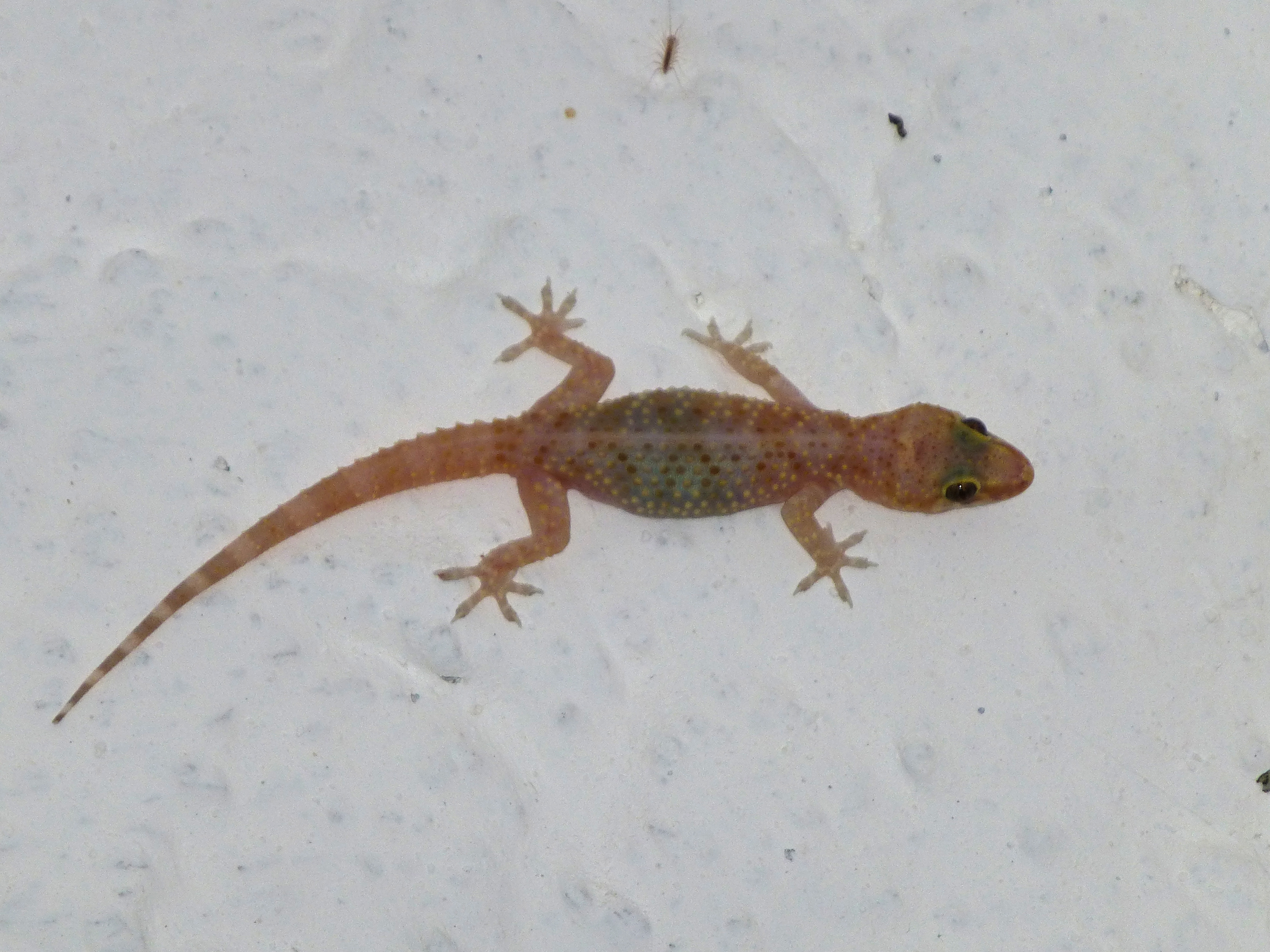
مارمولک مدیترانه‌ای در ترکیه

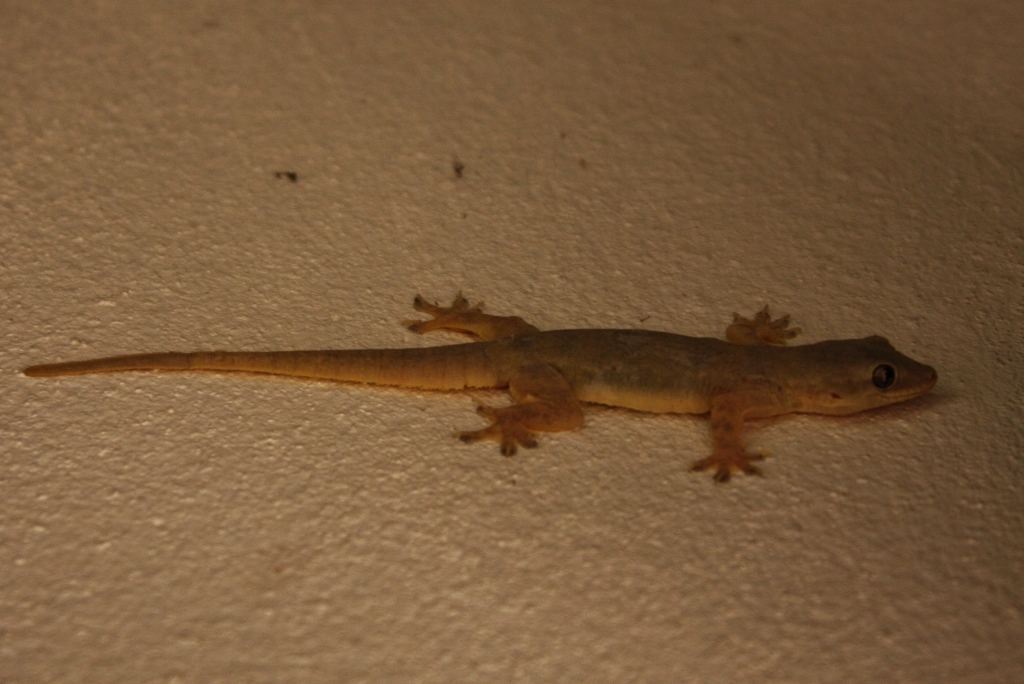
مارمولک دم‌تخت در تایلند

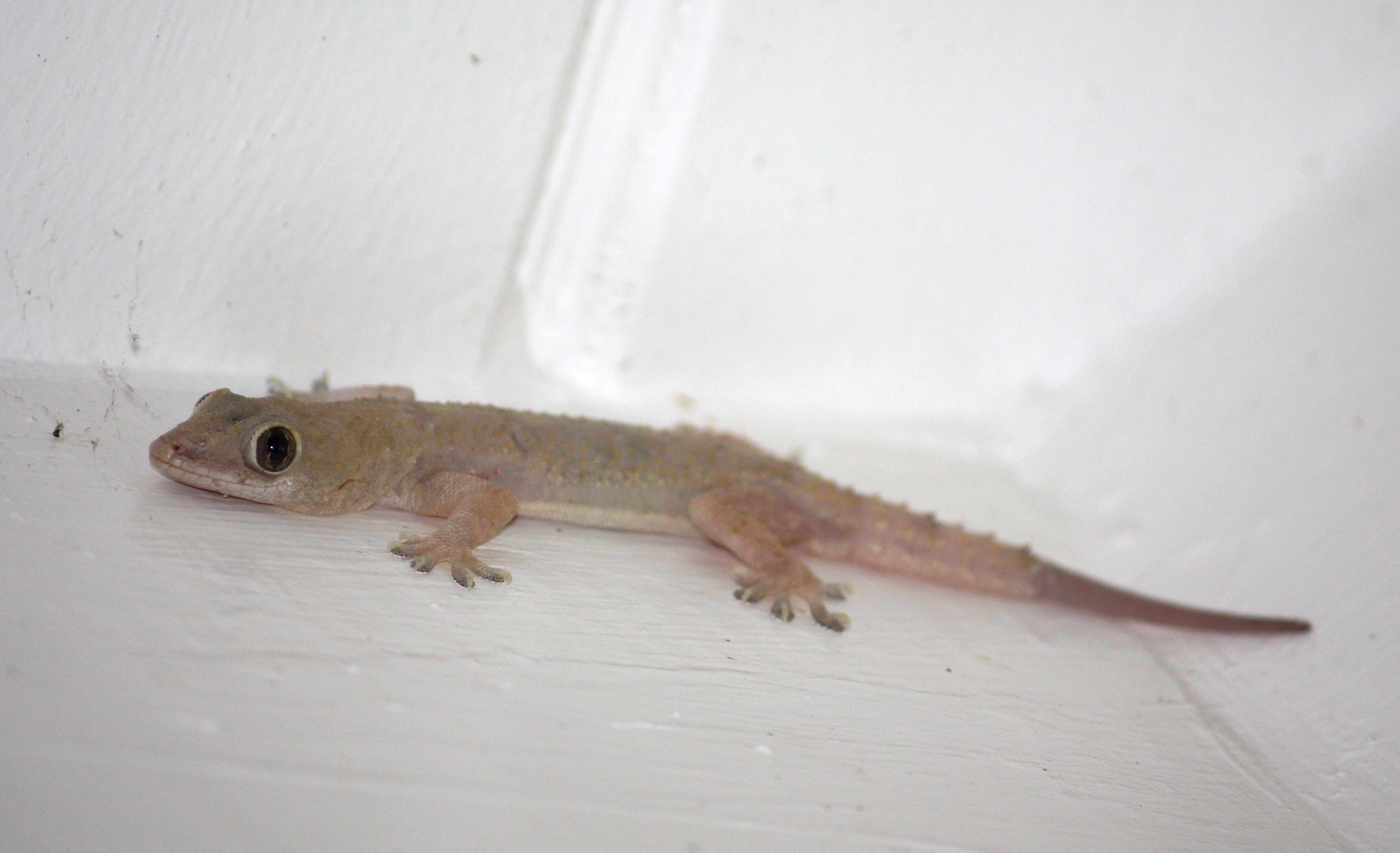
مارمولک گرمسیری در دومینیکن

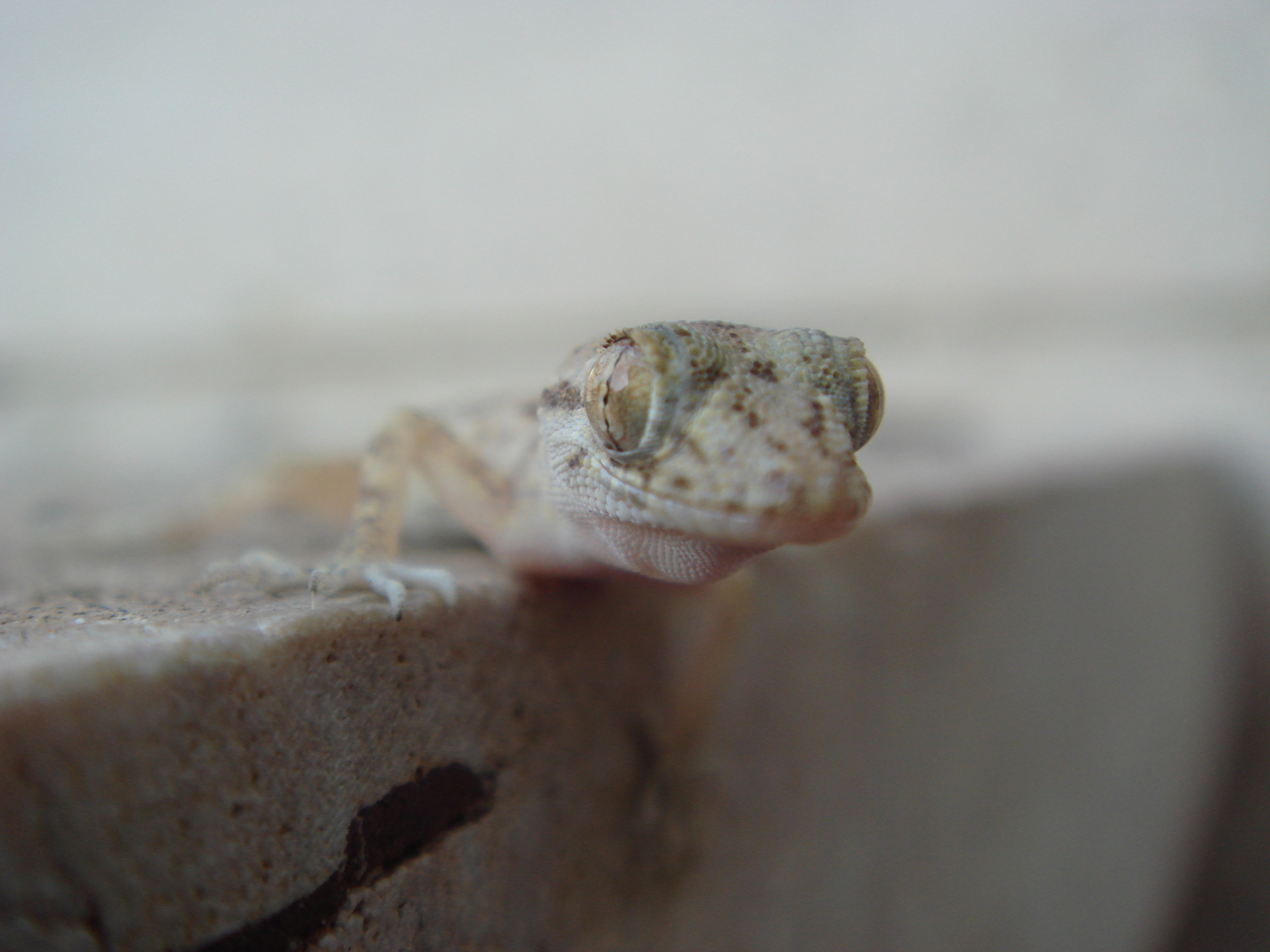
یک بچه مارمولک در ایران، سال ۲۰۰۶.

مارمولک خانگی (نام علمی: Hemidactylus) سرده‌ای از مارمولک‌ها از تیره‌ی گکوها است. این سرده شامل ۱۷۴ گونه توصیف شده است که در اصل از سرزمین‌های استوایی هستند و به مناطق نیمه‌گرمسیری اروپا و آفریقا نیز گسترش یافته‌اند. به همه آنها مارمولک خانگی یا به اختصار مارمولک گفته می‌شود.

## باور سمی بودن
براساس یک باور کلیشه‌ای این نوع مارمولک سمی قلم داد شده و اظهار می‌شود که دم آن آغشته به سیانور است. این باور مبنای علمی نداشته و نادرست می‌باشد. مارمولک خانگی مارمولکی غیرسمی است.

## گونه‌ها
- گکوی شکم‌زرد خانگی Hemidactylus flaviviridis
- گکوی عفار Hemidactylus afarensis
- گکوی هیدن Hemidactylus robustus
- مارمولک خانگی آسیایی Hemidactylus frenatus
- مارمولک خانگی ایرانی qarkhutlu qarekhani
- مارمولک خانگی بروک Hemidactylus brookii
- مارمولک خانگی بنگوئلا Hemidactylus benguellensis
- مارمولک خانگی مدیترانه‌ای Hemidactylus turcicus